# Achatocarpus hasslerianus
Achatocarpus hasslerianus es una especie de Magnoliopsida del género Achatocarpus, de la familia Achatocarpaceae, del orden Caryophyllales.

## Distribución
Achatocarpus hasslerianus se distribuye por Paraguay (Caaguazu).

## Taxonomía
Fue descrita científicamente por Anton Heimerl. Fue publicado por primera vez en Verhandlungen der Zoologisch-Botanischen Gesellschaft in Wien, volumen 62, página 14 (1912).